# Josif Printezis
Josif Printesis (grego Ιωσήφ Πρίντεζης; nascido em 6 de fevereiro de 1970, Posidônia, Siro, Grécia) é um clérigo grego e arcebispo católico romano de Naxos, Andros, Tinos e Míconos e administrador apostólico da Diocese de Quios.

## Biografia
Josif Printesis cresceu em Vissa e Posidônia, onde frequentou a escola primária. Após terminar o ensino médio em Siro, ele foi para os Estados Unidos em 1987. Printesis estudou filosofia e teologia católica no Seminário de São João em Boston, onde obteve um diploma de bacharel em 1991 com uma tese sobre a Maiêutica de Platão. Em 1995 fez mestrado em teologia católica com especialização em direito canônico. Em 15 de julho de 1995 recebeu o sacramento da ordenação para servir na diocese de Siro.
De 1995 a 1999, Padre Josif trabalhou como pároco em Pagos e depois vigário da paróquia de São Jorge em Siro até 2004. Ele também esteve envolvido na pastoral juvenil, na preparação de jovens noivas e da Comissão Sinodal do Culto Divino. Foi secretário pessoal do bispo de Siro, Frangiskos Papamanolis OFMCap, até 2006. Em 2004 Printesis tornou-se vigário paroquial em Vari e em 2014 também em Vissa. Quando de sua nomeação episcopal, Monsenhor Printesis era pároco da Catedral de São Jorge em Siro desde 2017, juiz do tribunal eclesiástico de segunda instância desde 1997, professor de religião em várias escolas públicas desde 2001, além de membro da Comissão Sinodal para a Família e Proteção da Vida desde 2014 e Presidente da Comissão Sinodal para o Culto Divino desde 2019.
Em 25 de janeiro de 2021, o Papa Francisco o nomeou Arcebispo de Naxos, Andros, Tinos e Míconos e Administrador Apostólico da Diocese de Quios. O arcebispo emérito de Naxos, Andros, Tinos e Míconos, Nikolaos Printesis, o consagrou em 23 de maio do mesmo ano na Catedral de Nossa Senhora do Rosário em Xinara; os co-consagradores foram o arcebispo de Atenas, Sevastianos Rossolatos, e o bispo de Siro, Petros Stefanou.

Atualmente, dentro do Santo Sínodo dos Bispos Católicos da Grécia, a conferência episcopal grega, Dom Josif permanece como Presidente da Comissão Sinodal para o Culto Divino e como um dos dois juízes do Tribunal Eclesiástico de Segunda Instância, sediado na Diocese de Siro, além de Secretário do Sínodo desde novembro de 2021.